# Alcalá de los Gazules
Pour les articles homonymes, voir Alcalá.
Connue pour son château éponyme, Alcalá de los Gazules est une ville d'Espagne, dans la province de Cadix, communauté autonome d’Andalousie.

## Géographie

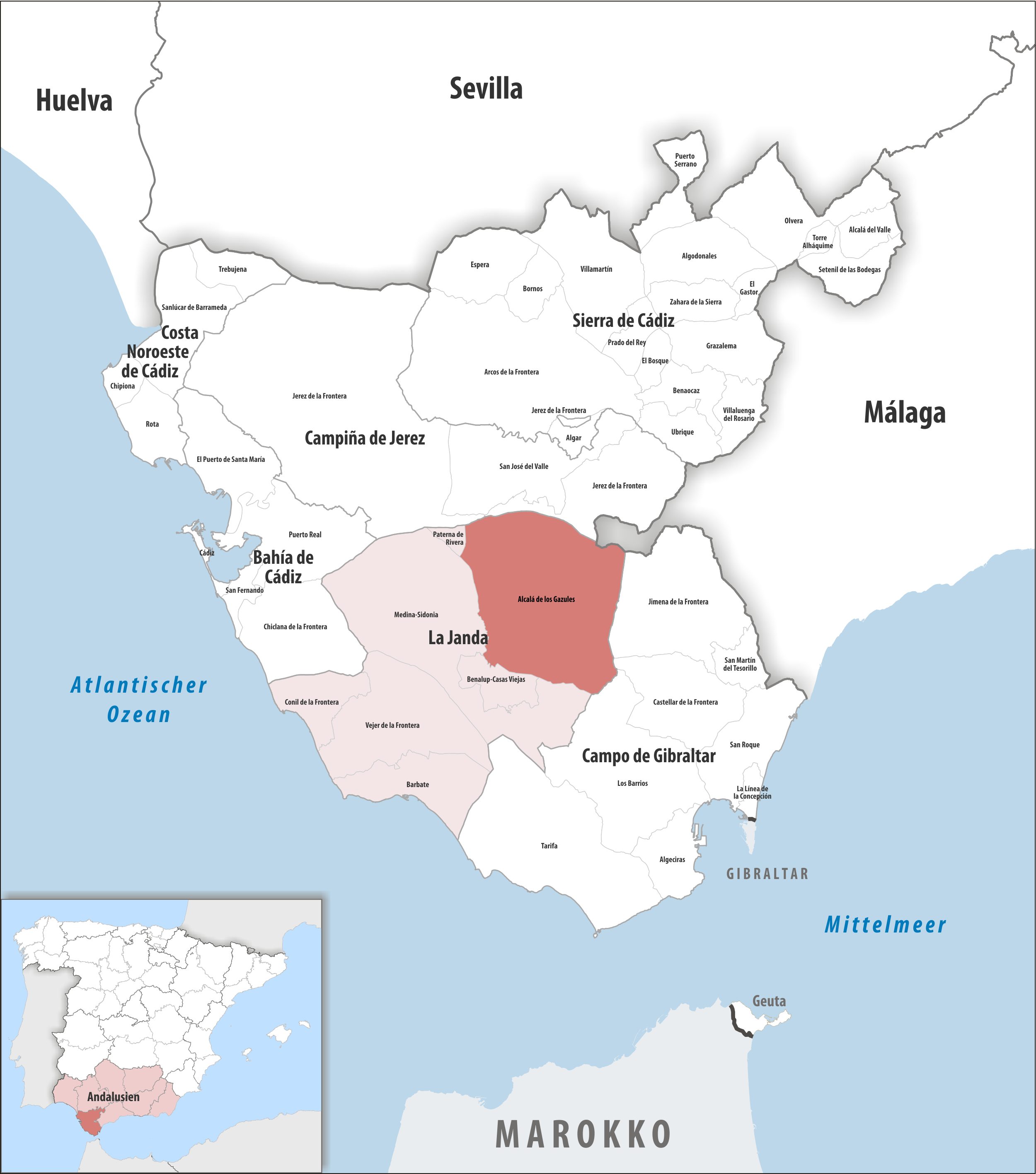
Alcalá de los Gazules dans la province de Cadix / en Andalousie

### Localisation
Alcalá de los Gazules est à la pointe nord-est de la comarque de La Janda, dans l'est de la province de Cadix. Elle jouxte la province de Malaga à l'est.
Gibraltar est à 67 km au sud-est ;
Malaga à 180 km à l'est (avec un assez grand détour par le sud-est qui évite les petites routes de montagne passant entre les sommets du parc naturel Los Alcornocales (es)) ; 
Jerez de la Frontera à 52 km au nord-ouest ;
Cadix à 58 km à l'ouest.
Environ les deux tiers de la commune à l'est sont inclus dans le parc naturel Los Alcornocales (es), et la partie sud de la commune comprend le réservoir de Barbate (es).

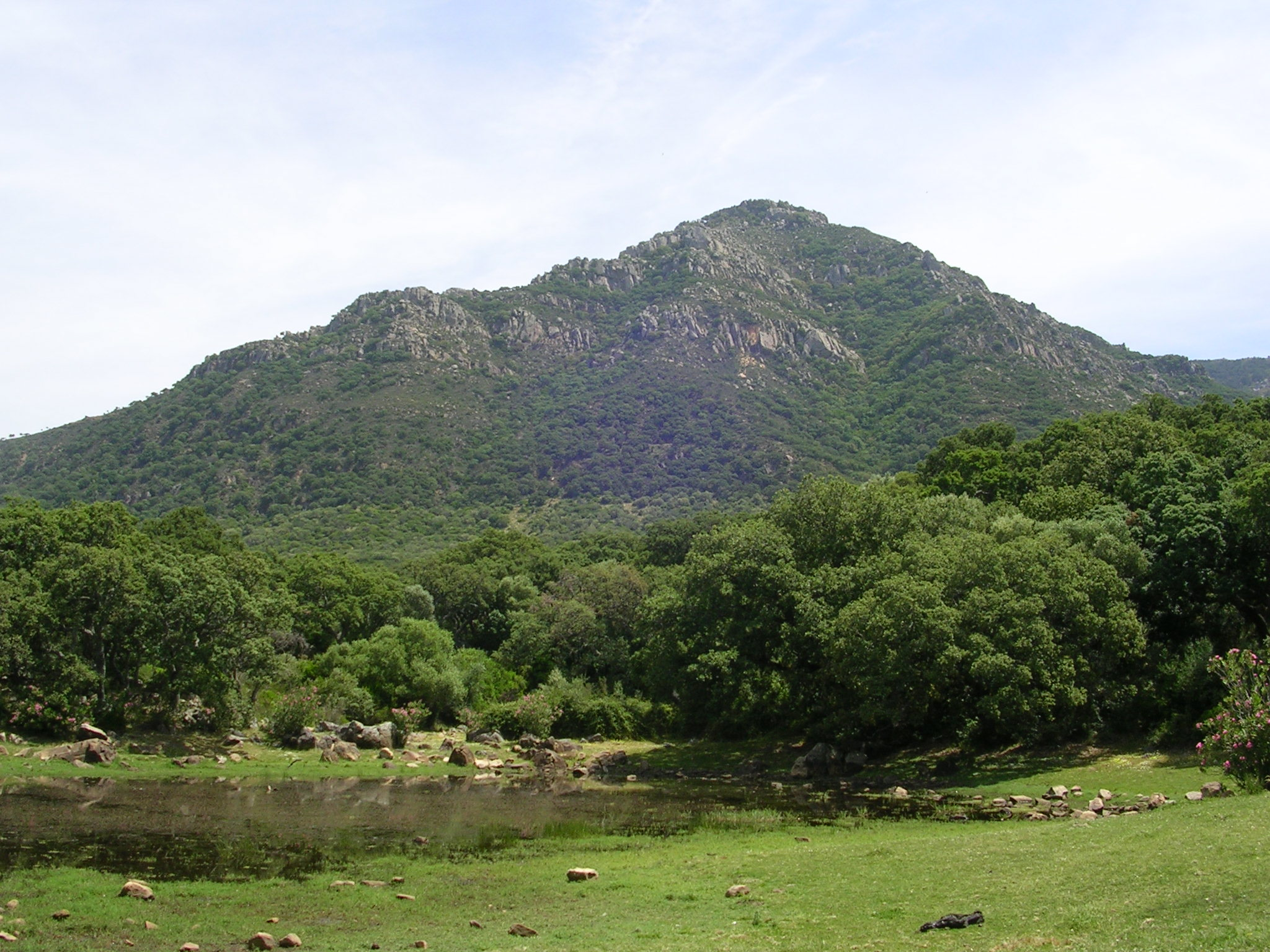
Paysage de Los Alcornocales (es) : le Picacho au nord de la commune, vu depuis la "Laguna de El Picacho".

## Histoire
La ville inclut des vestiges de l'ancienne Lascuta romaine.
Le roi Ferdinand IV de Castille céda la ville et le château d'Alcalá de los Gazules à Alfonso Fernández de Córdoba le 21 juillet 1310, et par serment d'héritage, à condition qu'il maintienne 150 hommes d'armes dans ladite forteresse jusqu'au moment où le Le roi était en guerre contre les musulmans et il convient de noter que ladite ville appartenait jusqu'alors à la famille royale et que certains auteurs affirment qu'elle fut donnée à Alfonso Fernández pour être un "expert défenseur de la frontière contre les musulmans. » De plus, le transfert de la seigneurie d'Alcalá de los Gazules était « complet et héréditaire », comme l'a souligné Marcos Fernández Gómez, et dans la donation il[Qui ?] a privilégié « l'ordre de préférence » pour succéder à Alfonso Fernández dans possession du manoir. Cependant il semble que dans la pratique le nouveau propriétaire de la ville agissait davantage comme gardien que comme seigneur de la ville, comme cela semble être indiqué par le fait qu'il n'existe pratiquement aucune donnée sur ses actions à Alcalá de los Gazules et le fait qu'il a rapidement cessé de lui appartenir, puis qu'Alfonso Fernández ne l'a pas mentionné dans son testament, et Francisco Fernández de Béthencourt a également ajouté qu'« il a quitté ses domaines sans que nous sachions comment préciser quand ni pourquoi. » Et après son départ Après avoir appartenu à Alfonso Fernández, la ville d'Alcalá de los Gazules est revenue au statut royal.

## Démographie
La commune a une superficie de 479,07 km² (selon le CNIG, sans date) ou 481,09 km² en 2019 (selon l'instituto de estadistica y cartografia). En 2022 elle comptait une population de 5 227 habitants et une densité de 10,91 hab/km².

## Administration
| Période                                  | Période | Identité | Étiquette | Qualité |
| ---------------------------------------- | ------- | -------- | --------- | ------- |
| N/A                                      | N/A     | N/A      | N/A       | Maire   |
| Les données manquantes sont à compléter. |         |          |           |         |

## Lieux et monuments
- Château de Alcalá de los Gazules (es)
- Site archéologique Laja de los Hierros
- Site archéologique romain de la Mesa del Esparragal
- Vestiges romains de la Salada
- Mairie (Casa del Cabildo)
- Église de Saint-Georges (es)
- Couvent Sainte-Claire (Convento de Santa Clara)
- Église Saint-Francis (Iglesia de San Francisco ou Iglesia de la Victoria)
- Couvent Saint-Dominique (Convento de Santo Domingo)
- Église Notre-Dame des Saints (es)
- Fontaine de la Salada
- Pont romain
- Bronze de Lacusta (es) (époque romaine ; exposé au Musée du Louvre).
- Le jardin botanique El Aljibe (es) (sortie 42 de l'A381, côté sud) présente différents aspects du parc, dont le prélèvement de l'écorce des chênes-lièges et les derniers « canutos » (es) d'Europe, un type particulier de ripisylve.